# Turcoraphidia amara
Turcoraphidia amara is een kameelhalsvliegensoort uit de familie van de Raphidiidae. De soort komt voor in Zuidoost-Europa en Turkije.
Turcoraphidia amara werd voor het eerst wetenschappelijk beschreven door H. Aspöck & U. Aspöck in 1964.